# Daewoo Tacuma
La Tacuma è una monovolume compatta prodotta dalla Daewoo Motors dal 2000 al 2009 e commercializzata in Europa fino al 2004 col marchio Daewoo mentre dal gennaio 2005 fino al 2009 con il marchio Chevrolet. In Asia e in alcuni paesi dell'Europa è stata venduta sotto la denominazione Rezzo. È uscita dai listini italiani nel 2009 lasciando un vuoto nella gamma per due anni fino all'arrivo della Chevrolet Orlando (che però è una monovolume con sette posti).

## Il contesto
Il design esterno della Tacuma nasce dalla matita di Lorenzo Ramaciotti, direttore del centro stile Pininfarina (progetto U100) mentre gli interni sono stati disegnati dalla Italdesign, gli organi meccanici derivano in gran parte dalla prima serie di Daewoo Nubira e alcuni componenti tecnici minori condivisi con la seconda generazione di Opel Astra. Il design a uovo ha contribuito ad un discreto successo sul mercato italiano: il frontale presenta una mascherina cromata abbastanza ampia posta al di sotto della fanaleria mentre la coda dispone di una fanaleria verticale e di un ampio lunotto. L'abitacolo molto spazioso disponeva plastiche di qualità solo modesta e assemblaggi imprecisi soprattutto nelle vetture prodotte nei primi anni.
Il pianale di progettazione Daewoo è lo stesso della Nubira J100 e sfrutta sospensioni McPherson all'avantreno e uno schema a ruote interconnesse da un ponte torcente al retrotreno. Il bagagliaio possiede un volume che varia da 325 a 1.320 litri mentre il serbatoio possiede una capacità di 60 litri. La Tacuma disponeva di 5 posti.
In seguito all'acquisto da parte della General Motors della casa coreana Daewoo Motor venne fondata la GM Daewoo e il modello Tacuma subì alcuni aggiornamenti estetici concentrati soprattutto nella zona frontale grazie all'adozione di una nuova mascherina più compatta e all'introduzione di nuove nervature e prese d'aria sul frontale che garantiscono un maggiore confluenza d'aria al motore per il raffreddamento. Con l'avvento della GM Daewoo l'autovettura venne importata anche in Africa e Sudamerica sotto la denominazione Chevrolet Vivant.

## Restyling 2005
Nel 2005 la Tacuma venne aggiornata per una seconda volta: stavolta si trattò di un restyling più profondo a partire dalla denominazione che sarà adottata in Europa. Non sarà più venduta dal marchio Daewoo ma dal marchio americano Chevrolet (anch'esso facente parte della General Motors). Infatti nel gennaio del 2005 tutti i veicoli importati col marchio Daewoo (le Matiz, Nubira, Lacetti, Kalos) vennero aggiornati.

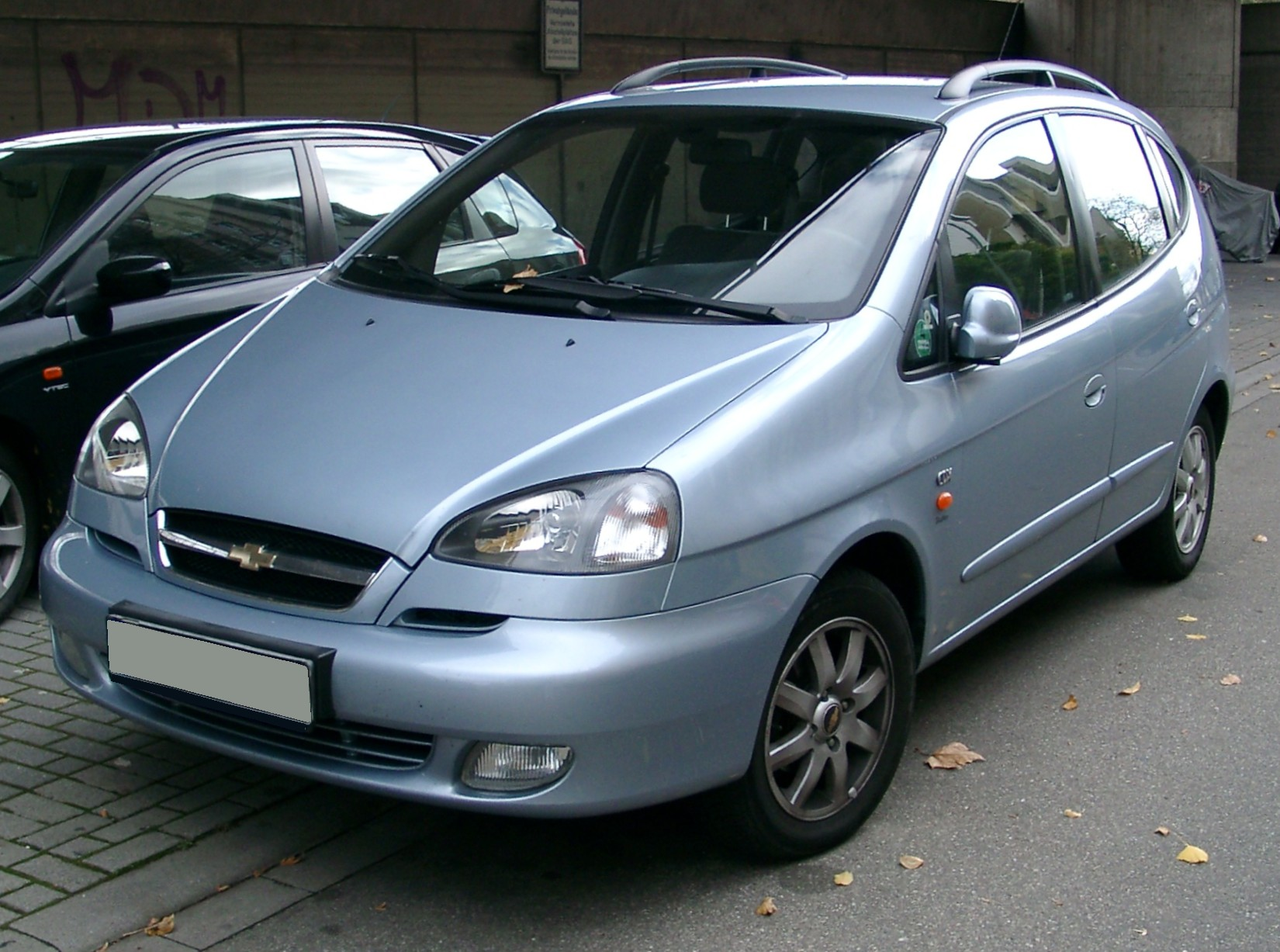
La Chevrolet Tacuma con frontale ristilizzato

La Chevrolet Tacuma si presentava nelle solite vesti da monovolume tutta curve ma venne nuovamente aggiornato il frontale con nuovi paraurti e nuovi fanali a sfondo scuro. Internamente materiali assemblati con maggiore cura ma plastiche di qualità ancora bassa. Vennero introdotte rifiniture in plastica simil alluminio e la selleria in pelle. Disponibile anche un climatizzatore automatico rinnovato capace di assorbire minore potenza dal motore rispetto al passato.
In Asia la vettura non adottò il marchio Chevrolet ma continuò ad essere venduta come Daewoo mentre solo in alcuni stati, sia dell'Asia che dell'Europa (come la Germania, Polonia e la Russia), il modello venduto come Daewoo Rezzo mutò in Chevrolet Rezzo.

## Allestimenti e accessori
In Italia la Tacuma marchiata Daewoo è stata venduta fino al 2004 in tre allestimenti: SE (la versione base), la SX (versione intermedia) e la più ricca CDX. La dotazione di base comprendeva airbag frontali, volante regolabile in altezza, retrovisori elettrici, chiusura centralizzata, servosterzo e vetri elettrici anteriori. La SX aggiungeva i dettagli interni in plastica colore alluminio, cerchi in lega da 15", fendinebbia, e l'ABS mentre la più ricca CDX prevedeva il climatizzatore automatico, gli airbag laterali e il tetto apribile. La CDX disponibile solo con motore 2,0 litri benzina venne prodotta fino al 2004.
La Chevrolet Tacuma commercializzata a partire dal 2005 veniva offerta in due allestimenti: SE la base e SX la versione di punta. Di serie per tutte le versioni airbag frontali e laterali, ABS, autoradio CD, vetri elettrici anteriori e posteriori, servosterzo e volante regolabile in altezza. La SX aggiungeva il climatizzatore automatico, i cerchi in lega e i fendinebbia. Tra gli optional erano disponibili il climatizzatore manuale (per la versione SE), il tetto apribile (solo SX) e la vernice metallizzata (per entrambi gli allestimenti).

## Motorizzazioni
La gamma motori è composta da due propulsori General Motors M-Tec alimentati a benzina di cui uno da 1.6 cm³ capace di 105 cavalli e potenziato a 107 cavalli dal 2005 e un motore 2.0 cm³ capace di 131 cavalli importato in Italia fino al 2004. Il cambio per tutte le versioni era un manuale a 5 rapporti mentre tra gli optional era disponibile un automatico a 4 marce abbinato al motore 2.0.
A partire dal 2005 alla gamma benzina si aggiunsero i motori a GPL trasformati dalla BRC Gas Equipment. Le Tacuma bifuel vennero chiamate fino al 2007 Dual Power, mentre dal 2007 al 2008 sono state vendute come Eco Logic. il serbatoio di GPL di forma toroidale era applicato nel vano della ruota di scorta.
| Modello     | Disponibilità       | Motore                       | Cilindrata | Potenza        | Coppia massima          | Emissioni CO2 (g/km) | 0-100 km/h (secondi) | Velocità max (km/h) | Consumo medio (km/l) |
| ----------- | ------------------- | ---------------------------- | ---------- | -------------- | ----------------------- | -------------------- | -------------------- | ------------------- | -------------------- |
| 1.6 16V 105 | dal debutto al 2004 | 4 cilindri in linea, Benzina | 1.598 cm³  | 77 kW (105 CV) | 145 N·m @4.200 giri/min | 198                  | 11,8                 | 170                 | 12,0                 |
| 1.6 16V 107 | dal 2005            | 4 cilindri in linea, Benzina | 1.598 cm³  | 79 kW (107 CV) | 145 N·m @4.200 giri/min | 191                  | 12,2                 | 167                 | 12,5                 |
| 2.0 16V 131 | dal debutto al 2004 | 4 cilindri in linea, Benzina | 1.998 cm³  | 96 kW (131 CV) | 178 N·m @4.000 giri/min | -                    | 10,5                 | 190                 | 10,3                 |

## Curiosità
Nel marzo del 2008 il presidente dell'Ucraina Viktor Andrijovyč Juščenko, insieme alla filiale ucraina della Chevrolet Europe, ha donato a Leonid Stadnyk, l'uomo più alto del mondo entrato nel Guinness dei primati con i suoi 2,57 metri di statura, una Tacuma modificata nell'abitacolo e nella plancia.